# Office of Science and Technology Policy

Logo des Office of Science and Technology Policy

Das Office of Science and Technology Policy (kurz OSTP, zu deutsch etwa Büro für Wissenschafts- und Technologiepolitik) ist eine Abteilung der US-Regierung und soll als Teil des Executive Office of the President of the United States die Wissenschafts- und Technologiepolitik der US-Regierung koordinieren und gleichzeitig für den US-Präsidenten und das Executive Office eine Beratungsfunktion übernehmen.

## Aufgaben
Das OSTP soll, verallgemeinert gesagt, die bundesstaatliche Wissenschaftspolitik inklusive der zugehörigen finanziellen Mittel koordinieren und übernimmt so eine führende Rolle in wichtigen wissenschaftlichen Initiativen der US-Regierung. Die Behörde soll gleichzeitig eine Beratungsrolle für den US-Präsidenten und das Executive Office einnehmen, vorrangig in Bezug „auf die Auswirkungen von Wissenschaft und Technologie auf innen- und außenpolitische Angelegenheiten“. Zusätzlich wurde das OSTP 1976 bei seiner Gründung damit beauftragt, entsprechende Partnerschaften mit US-Behörden und anderen Staaten zu beginnen und zu intensivieren. Abgesehen davon obliegt dem OSTP die Verwaltung des President’s Council of Advisors on Science and Technology. Die Behörde hat üblicherweise mehrere eigene Ressorts für größere Themen wie die nationale Sicherheit, technologische Innovationen, Energie und Umwelt. Des Weiteren umfasst die Behörde auch ein  Office of the Chief Technology Officer, dass die digitalen Möglichkeiten des Weißen Hauses vergrößern soll.
Die Behörde hat ihren Sitz im Eisenhower Executive Office Building in Washington, D.C., in unmittelbarer Nähe zum Weißen Haus. Sie wird von einem Direktor geleitet, der mehrere Stellvertreter für die einzelnen Ressorts der Behörde hat. Zuarbeit erhält sie von der staatlich finanzierten Denkfabrik Science and Technology Policy Institute (STPI). Das Budget des OSTP gehört zum Haushaltsplan der Vereinigten Staaten, wenngleich die Behörde finanzielle Zuschüsse der National Science Foundation über das STPI sowie vom Energieministerium der Vereinigten Staaten für die Verwaltung des President’s Council of Advisors on Science and Technology erhält.
Die genauen Aufgaben des OSTP wie auch Details der mit dem OSTP verbundenen Ämter sind unregelmäßigen Änderungen unterworfen, die neben dem Präsidenten auch vom US-Kongress ausgehen können.

## Geschichte
Als direkte Vorgänger des OSTP gelten das von Franklin D. Roosevelt 1941 eingerichtete Office of Scientific Research and Development, das von Dwight D. Eisenhower aufgestellte Office of the Special Assistant to the President for Science and Technology und das Office of Science and Technology, das während der Präsidentschaft von John F. Kennedy entstand. Mehrere weitere Behörden widmeten sich bereits vor dem OSTP der Koordination der Wissenschaftspolitik zwischen den einzelnen US-Behörden.
Die Behörde wurde 1976 mit dem National Science and Technology Policy, Organization, and Priorities Act of 1976 des US-Kongress eingerichtet. Es war von vornherein angelegt als Teil des Executive Offices. Während der Präsidentschaft Barack Obamas spielte das OSTP eine wichtige Rolle in Obamas Politik und hatte so mit 135 Angestellten viele Mitarbeiter wie nie zuvor. Unter Obamas Nachfolger Donald Trump verlor die Behörde wieder an Bedeutung. Da viele Verträge der unter Obama zusätzlich eingestellten Mitarbeiter zeitlich befristete Verträge hatten, die im Januar 2017 ausliefen, sank die Mitarbeiterzahl mit Trumps Eintritt zunächst auf knapp über 30. Offizieller kommissarischer Leiter war wie schon zu Beginn der Obama-Präsidentschaft Ted Wackler, tatsächlich war aber der bereits frühzeitig von Trump nominierte Leiter des OSTP-Technologie-Ressorts, Michael Kratsios, de facto der Leiter der Behörde. Es dauerte knapp anderthalb Jahre, bis Trump mit dem Meteorologen Kelvin Droegemeier einen neuen OSTP-Direktor nominierte. Zu diesem Zeitpunkt hatte die Behörde wieder knapp über 60 Angestellte.
Unter Trumps Nachfolger Joe Biden wurde der Posten des Direktors des OSTP erstmals mit dem Kabinettsrang verbunden. Der von Biden nominierte OSTP-Leiter Eric Lander war folglich Mitglied des Kabinett Biden. Gegen Lander wurden Anfang 2022 Vorwürfe des Mobbings beziehungsweise des respektlosen Verhaltens laut; er habe in der Behörde ein toxisches Arbeitsklima geschaffen. Lander trat daraufhin Anfang Februar 2022 zurück. Biden setzte zunächst Alondra Nelson als kommissarische Leiterin der Behörde ein, während er im Juni 2022 Arati Prabhakar als neue Leiterin des OSTP nominierte. Prabhakar trat die Position nach der Bestätigung durch den US-Senat zum 1. Oktober 2022 an. Ihre Amtszeit endete mit dem Ende der Präsidentschaft Bidens im Januar 2025. Bidens Vorgänger und Nachfolger Donald Trump nominierte Michael Kratsios als Prabhakars Nachfolger, dessen Nominierung vom US-Senat im März 2025 bestätigt wurde.

## Direktoren
Wie auch bei vergleichbaren Behörden ist der Posten des Behördenleitern zu Beginn vieler Präsidentschaften zunächst durch einen kommissarischen Leiter besetzt, die meisten Präsidenten nominieren nach einigen Wochen oder Monaten aber einen richtigen Leiter. Die Personalie wird dabei vom jeweiligen Präsidenten vorgeschlagen und muss vom Senat der Vereinigten Staaten bestätigt werden. Das gleiche Prozedere gilt auch für die vier Leiter der einzelnen Ressorts. Die Direktoren des OSTP amtieren häufig parallel auch als Science Advisor to the President. Die folgende Tabelle gibt einen Überblick über die Direktoren des OSTP.
| Nr. | Porträt | Name                               | Präsident         | Amtszeit  |
| --- | ------- | ---------------------------------- | ----------------- | --------- |
| 1   |         | H. Guyford Stever                  | Gerald Ford       | 1976–1977 |
| 2   |         | Frank Press                        | Jimmy Carter      | 1977–1981 |
| –   |         | Benjamin Huberman (kommissarisch)  | Ronald Reagan     | 1981      |
| 3   |         | George A. Keyworth II              | Ronald Reagan     | 1981–1985 |
| –   |         | John P. McTague (kommissarisch)    | Ronald Reagan     | 1986      |
| –   |         | Richard G. Johnson (kommissarisch) | Ronald Reagan     | 1986      |
| 4   |         | William Robert Graham              | Ronald Reagan     | 1986–1989 |
| –   |         | Thomas P. Rona (kommissarisch)     | Ronald Reagan     | 1989      |
| –   |         | William G. Wells (kommissarisch)   | George H. W. Bush | 1989      |
| 5   |         | David Allan Bromley                | George H. W. Bush | 1989–1993 |
| 6   |         | John H. Gibbons                    | Bill Clinton      | 1993–1998 |
| –   |         | Kerri-Ann Jones (kommissarisch)    | Bill Clinton      | 1998      |
| 7   |         | Neal F. Lane                       | Bill Clinton      | 1998–2001 |
| –   |         | Rosina M. Bierbaum (kommissarisch) | George W. Bush    | 2001      |
| –   |         | Clifford Gabriel (kommissarisch)   | George W. Bush    | 2001      |
| 8   |         | John H. Marburger                  | George W. Bush    | 2001–2009 |
| –   |         | Ted Wackler (kommissarisch)        | Barack Obama      | 2009      |
| 9   |         | John Holdren                       | Barack Obama      | 2009–2017 |
| –   |         | Ted Wackler (kommissarisch)        | Donald Trump      | 2017–2019 |
| 10  |         | Kelvin Droegemeier                 | Donald Trump      | 2019–2021 |
| –   |         | Kei Koizumi (kommissarisch)        | Joe Biden         | 2021      |
| 11  |         | Eric Lander                        | Joe Biden         | 2021–2022 |
| –   |         | Alondra Nelson (kommissarisch)     | Joe Biden         | 2022      |
| 12  |         | Arati Prabhakar                    | Joe Biden         | 2022–2025 |
| 13  |         | Michael Kratsios                   | Donald Trump      | seit 2025 |